# 釜田線
釜田線（プジョンせん）は、大韓民国釜山広域市釜山鎮区にある伽倻駅と釜田駅を結ぶ、韓国鉄道公社（KORAIL）の鉄道路線である。
接続する伽倻線と合わせ、京釜線ソウル方面と東海線釜田駅の間を連絡する路線として機能している。

## 駅一覧
- ●：停車、|：通過
- 駅所在地は全線釜山広域市釜山鎮区内。

| 駅名   | 駅名     | 駅間キロ (km) | 累計キロ (km) | ム グ ン フ ァ | 接続路線                         |
| 日本語 | ハングル | 駅間キロ (km) | 累計キロ (km) | ム グ ン フ ァ | 接続路線                         |
| ------ | -------- | ------------- | ------------- | -------------- | -------------------------------- |
| 伽倻駅 | 가야역   | 0.0           | 0.0           | \|             | 韓国鉄道公社：伽倻線（直通運転） |
| 釜田駅 | 부전역   | 2.2           | 2.2           | ●              | 韓国鉄道公社：東海線（直通運転） |